# テンダリー (ジョー・マネリのアルバム)
『テンダリー』(Tenderly) は、サクソフォーン奏者で作曲家のジョー・マネリが1993年に録音し、ハットハット・レコードの「HatOLOGY」レーベルから1999年にリリースしたアルバム。

## 評価
| 専門評論家によるレビュー | 専門評論家によるレビュー |
| レビュー・スコア         | レビュー・スコア         |
| 出典                     | 評価                     |
| ------------------------ | ------------------------ |
| AllMusic                 | [ 3 ]                    |

『ジャズタイムズ』誌でダック・ベイカーは、「これは、急がない、整然とした音楽であり、測ったようなやり方で確実に歩みを重ねるが、その感覚はほとんど不安といってもよいもので、その微妙なバランスは、いつ暴力的にひっくり返されてもおかしくない ... この音楽には、気安く感じられるところはまったくなく、どんな音楽か描写することも容易ではない。この音楽は、予想されるいかなる方向にも進むことを拒みながら、それでいてそこには一貫した構想が4人のミュージシャンたち全員に共有されており、あれも間違った歩みには踏み込まない。最も印象的な録音のひとつである。」と述べている。All About Jazzのロバート・スペンサー (Robert Spencer) は、「『テンダリー』は、マネリの他の作品は別として、最も良い意味で、近ごろ出回っている他の何物とも違っている。ジャズの伝統の純粋で新鮮な展開に関心を持つものならば誰もが聴くべき作品だ」と述べた。

## 収録曲
| 全作詞・作曲: 特記のないものは、ジョー・マネリの作曲作品。 |                                                                        |                                              |                                              |       |
| #                                                          | タイトル                                                               | 作詞                                         | 作曲・編曲                                   | 時間  |
| 1.                                                         | 「アセンド - "Ascend"」                                                | 特記のないものは、 ジョー・マネリ の作曲作品 | 特記のないものは、 ジョー・マネリ の作曲作品 | 10:38 |
| 2.                                                         | 「スウィング - "Swing"」                                               | 特記のないものは、 ジョー・マネリ の作曲作品 | 特記のないものは、 ジョー・マネリ の作曲作品 | 10:45 |
| 3.                                                         | 「ビニェット #1 - "Vignette #1"」                                      | 特記のないものは、 ジョー・マネリ の作曲作品 | 特記のないものは、 ジョー・マネリ の作曲作品 | 2:50  |
| 4.                                                         | 「ビニェット #2 - "Vignette #2"」                                      | 特記のないものは、 ジョー・マネリ の作曲作品 | 特記のないものは、 ジョー・マネリ の作曲作品 | 2:07  |
| 5.                                                         | 「ホワッツ・ニュー - "What's New?"」(ボブ・ハガート、ジョニー・バーク) | 特記のないものは、 ジョー・マネリ の作曲作品 | 特記のないものは、 ジョー・マネリ の作曲作品 | 9:54  |
| 6.                                                         | 「ファイブ・ショート・ピーシズ - "Five Short Pieces"」                 | 特記のないものは、 ジョー・マネリ の作曲作品 | 特記のないものは、 ジョー・マネリ の作曲作品 | 10:06 |
| 7.                                                         | 「アルト - "Alto"」                                                    | 特記のないものは、 ジョー・マネリ の作曲作品 | 特記のないものは、 ジョー・マネリ の作曲作品 | 6:02  |
| 8.                                                         | 「テンダリー - "Tenderly"」(ウォルター・グロス、ジャック・ローレンス)  | 特記のないものは、 ジョー・マネリ の作曲作品 | 特記のないものは、 ジョー・マネリ の作曲作品 | 9:33  |

## パーソネル
- ジョー・マネリ – テナー・サクソフォーン、アルト・サクソフォーン、クラリネット
- マット・マネリ（英語版） – 6弦電気ヴァイオリン
- エド・シューラー（英語版） – ベース
- ランディ・ピーターソン (Randy Peterson) – ドラムス